# 功労
| ウィキペディアには「功労」という見出しの百科事典記事はありません（タイトルに「功労」を含むページの一覧/「功労」で始まるページの一覧）。 代わりにウィクショナリーのページ「功労」が役に立つかもしれません。 |